# Prezident Jižní Osetie
Prezident Republiky Jižní Osetie (osetsky: Хуссар Ирыстоны президент, rusky: Президент Южной Осетии) je de facto hlavou státu částečně uznané Republiky Jižní Osetie, která je de iure součástí Gruzie. Toto je seznam de facto prezidentů Republiky Jižní Osetie.

## Seznam hlav státude factoRepubliky Jižní Osetie (od 1991)

### Předsedové Nejvyšší rady (1992–1994)
| Pořadí | Portrét | Jméno (Narození–Úmrtí)       | Doba vlády     | Doba vlády         | Politická příslušnost |
| Pořadí | Portrét | Jméno (Narození–Úmrtí)       | Převzal úřad   | Opustil úřad       | Politická příslušnost |
| ------ | ------- | ---------------------------- | -------------- | ------------------ | --------------------- |
| 1      |         | Torez Kulumbegov (1938–2006) | 10. října 1990 | 4. května 1991     | Nezávislý             |
| 2      |         | Znaur Gassijev (1925–2016)   | 4. května 1991 | 9 září 1992        | Nezávislý             |
| 3      |         | Torez Kulumbegov (1938–2006) | 9. září 1992   | 17. září 1993      | Nezávislý             |
| 4      |         | Ljudvig Čibirov (* 1932)     | 17. září 1993  | 27. listopadu 1996 | Nezávislý             |

### Prezidenti
| Pořadí | Portrét | Jméno (Narození–Úmrtí)           | Doba vlády         | Doba vlády        | Politická příslušnost |
| Pořadí | Portrét | Jméno (Narození–Úmrtí)           | Převzal úřad       | Opustil úřad      | Politická příslušnost |
| ------ | ------- | -------------------------------- | ------------------ | ----------------- | --------------------- |
| 1      |         | Ljudvig Čibirov (* 1932)         | 27. listopadu 1996 | 18. prosince 2001 | Nezávislý             |
| 2      |         | Eduard Kokojty (* 1964)          | 18. prosince 2001  | 10. prosince 2011 | Strana jednoty        |
| -      |         | Vadim Brovcev (* 1969) úřadující | 11. prosince 2011  | 19. dubna 2012    | Strana jednoty        |
| 3      |         | Leonid Tibilov (* 1951)          | 19. dubna 2012     | 21. dubna 2017    | Nezávislý             |
| 4      |         | Anatolij Bibilov (* 1970)        | 21. dubna 2017     | 24. května 2022   | Spojená Osetie        |
| 5      |         | Alan Gaglojev (* 1981)           | 24. května 2022    | v úřadu           | Nychas                |

## Poslední volby
Dne 10. dubna 2022 prohrál úřadující prezident Anatolij Bibilov v prvním kole prezidentských voleb s Alanem Gaglojevem. Protože žádný z kandidátů nezískal více než 50 % hlasů, což je podmínka k získání prezidentského úřadu, bylo vyhlášeno druhé kolo. Tři vyřazení kandidáti deklarovali svou podporu pro druhé kolo Gaglojevovi. Druhé kolo se konalo po počátečním zmatku 8. května 2022. Gaglojev vyhrál toto kolo s 56,2 % hlasů. Volební komise stanovila předání pravomocí na 24. května 2022.
Bibilovovu porážku po snadném vítězství v roce 2017 lze podle místních expertů vysvětlit množstvím skandálů a obvinění ze zneužití moci, ke kterým v posledních letech došlo.
| Kandidát                  | Strana                    | První kolo | První kolo | Druhé kolo | Druhé kolo |
| Kandidát                  | Strana                    | Hlasy      | %          | Hlasy      | %          |
| ------------------------- | ------------------------- | ---------- | ---------- | ---------- | ---------- |
| Alan Gaglojev             | Nychas                    | 10 707     | 38,55      | 16 134     | 56,08      |
| Anatolij Bibilov          | Spojená Osetie            | 9 706      | 34,95      | 11 767     | 40,90      |
| Alexandr Plijev           | Lidová strana             | 3 434      | 12,37      |            |            |
| Garri Muldarov            | nestraník                 | 2 592      | 9,33       |            |            |
| Dmitrij Tasojev           | nestraník                 | 822        | 2,96       |            |            |
| Proti všem                | Proti všem                | 510        | 1,84       |            |            |
| Celkem                    | Celkem                    | 27 771     | 100,00     |            |            |
|                           |                           |            |            |            |            |
| Platné hlasy              | Platné hlasy              | 27 771     | 95,57      |            |            |
| Neplatné/prázdné hlasy    | Neplatné/prázdné hlasy    | 1 286      | 4,43       |            |            |
| Celkový počet hlasů       | Celkový počet hlasů       | 29 057     | 100,00     |            |            |
| Registrovaní voliči/účast | Registrovaní voliči/účast | 39 282     | 73,97      |            |            |